# Yabuki
Yabuki (jap. 矢吹町 Yabuki-machi) – miasto w Japonii, na wyspie Honsiu, w prefekturze Fukushima. Według danych na rok 2020 miejscowość zamieszkiwało 17 287 mieszkańców , a gęstość zaludnienia wyniosła 286,2 os./km².